# PROVEA
PROVEA (acrónimo de Programa Venezolano de Educación-Acción en Derechos Humanos) es una organización no gubernamental independiente venezolana dedicada a analizar la situación de los derechos humanos en Venezuela y a la promoción y defensa de los mismos. Según el Consejo de Derechos Humanos de las Naciones Unidas, PROVEA «es una organización no gubernamental independiente y autónoma, cuyo objetivo es promover y defender los derechos humanos, en particular los derechos económicos, sociales y culturales».

## Historia

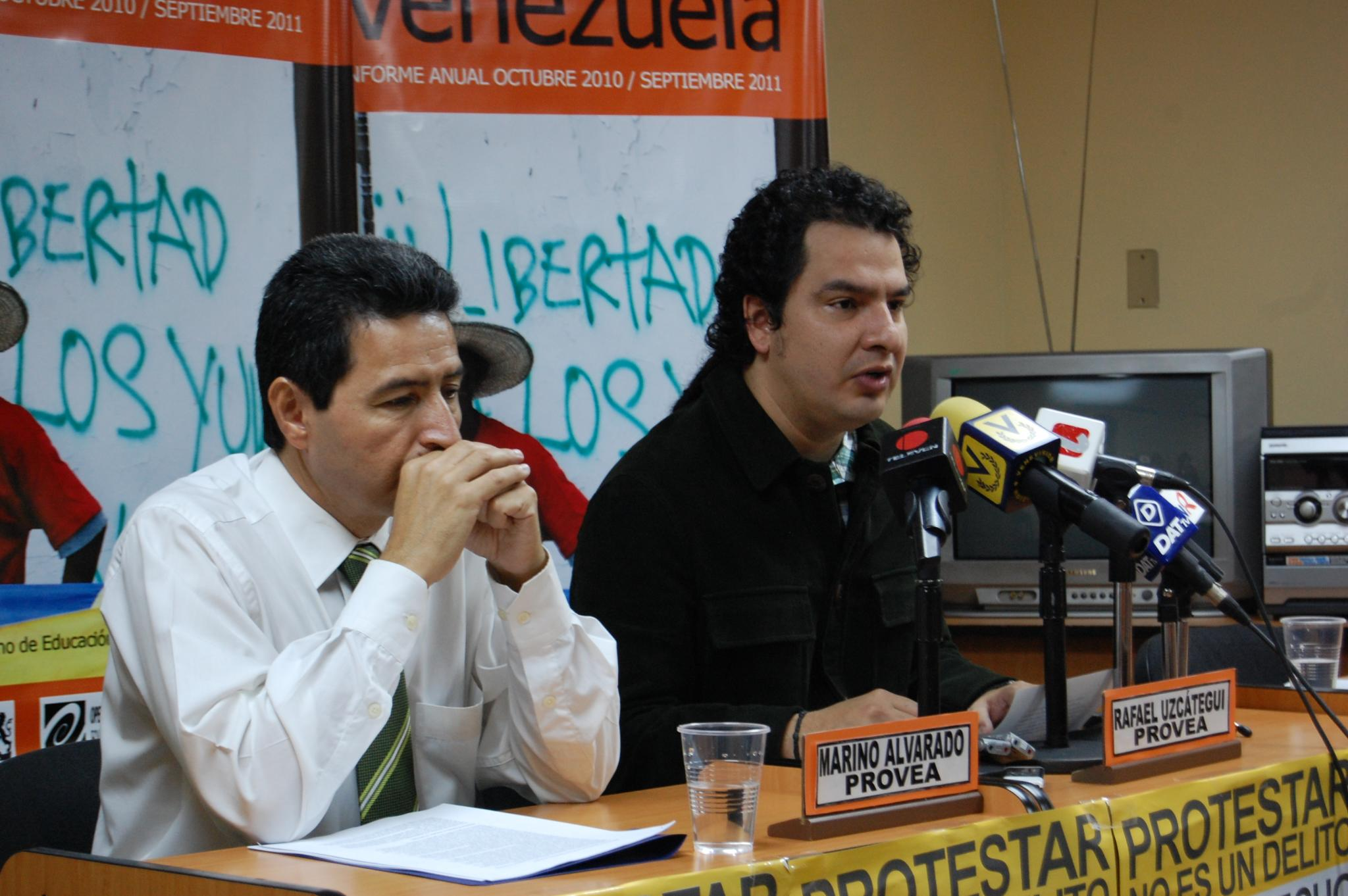
Marino Alvarado y Rafael Uzcátegui en la presentación de un informe anual de PROVEA, 2011

PROVEA fue fundada el 15 de octubre de 1988 por Ligia Bolívar, exempleada de Amnistía Internacional, Dianorah Contramaestre, una trabajadora comunitaria cristiana y Raúl Cubas, ex detenido de la dictadura argentina.
Desde el 14 de octubre de 2015, el equipo coordinador de Provea cuenta con medidas cautelares de protección emitidas por la Comisión Interamericana de Derechos Humanos (CIDH) debido a las reiterados actos de amenaza, criminalización y hostigamiento contra su labor en Venezuela.

## Recepción
En un trabajo de 1993 publicado por Human Rights Watch titulado Derechos humanos en Venezuela, PROVEA fue reconocida por crear «programas de capacitación para activistas de derechos humanos en todo el país».
Hugo Chávez, expresidente de Venezuela, afirmó en su momento que «PROVEA es una institución que conozco, con la que compartimos la defensa de los derechos humanos, están a favor de nuestros derechos y nuestras familias». José Miguel Vivanco, Director de Human Rights Watch para las Américas, dijo que «PROVEA es una de las organizaciones más prestigiosas de la región. Es un honor para nosotros trabajar con ellos».